# Модрич, Пол
Пол Мо́дрич (англ. Paul Lawrence Modrich; род. 13 июня 1946) — американский учёный-биохимик, доктор наук (1973, Стенфордский университет), профессор Университета Дьюка. В 2015 году он разделил Нобелевскую премию по химии вместе с Томасом Линдалом и Азизом Санджаром с формулировкой «за исследование механизмов восстановления ДНК».
Член Национальной академии наук США (1993).

## Награды
- Нобелевская премия по химии (2015)

## Общественная деятельность
В 2016 году подписал письмо с призывом к Greenpeace, Организации Объединенных Наций и правительствам всего мира прекратить борьбу с генетически модифицированными организмами (ГМО) .